# Engelhard von Dolling
Engelhard von Dolling, auch Tolling(en), († 4. Mai 1261 in Mainz) war Fürstbischof von Eichstätt von 1259 bis 1261.

## Leben
Engelhard stammte aus dem Geschlecht der von Dolling (siehe auch Liste bayerischer Adelsgeschlechter), einem edelfreien Geschlecht. Der Familienname existiert in zahlreichen Namensvarianten, z. B. auch Tullinga oder Tollenggen. Namensgebend ist Oberdolling, heute eine Gemeinde im oberbayerischen Landkreis Eichstätt. Engelhard von Dolling ist zunächst seit 1230 als Eichstätter Domherr bezeugt. Der Domherr Reinboto de Tollenggen, belegt ab 1231, wird als sein Bruder angesehen. Als Bischof behauptete er Ehrenvorrechte gegenüber Ansprüchen aus Mainz. Er legte das Fundament des Willibaldschors des Eichstätter Domes.
Der Mainzer Bischof Werner von Eppstein wurde von Papst Alexander IV. beauftragt eine Provinzialsynode abzuhalten, die sich vorrangig mit dem stark expandierenden Reich der Mongolen und den davon ausgehenden Gefahren beschäftigten sollte. Anfang Mai 1261 fand die Synode schließlich in Mainz statt. Engelhard von Dolling starb während der Synode. Durch die Auswertung eines Nekrologs unbekannter Herkunft nimmt man heute an, dass der Bischof zunächst im Mainzer Dom bestattet und erst später nach Eichstätt überführt wurde.